# Ezerlábúak

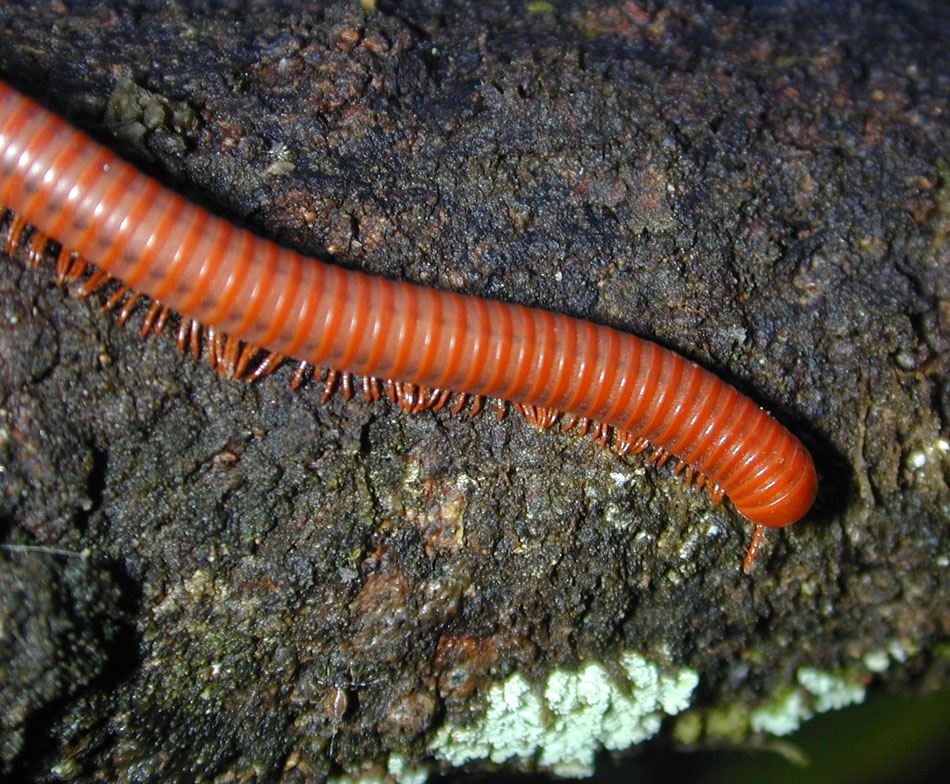
Egy ezerlábú

Az ezerlábúak (Chilognatha) az ízeltlábúak törzse ikerszelvényesek (Diplopoda) osztályának egyik alosztálya.
Az ezerlábúak lábainak száma éppúgy nem ezer, mint ahogy a százlábúaké sem száz. Amerikai kutatók találtak olyan ezerlábút, amelynek 375 pár, azaz 750 lába van. Ezzel a felfedezéssel ez az élőlény lett az állatvilág lábrekordere, korábban ugyanis egy 742 lábbal rendelkező állatot hittek a legtöbb lábbal rendelkező állatnak.
A küllemre gyakran féregre emlékeztető állatoknak szokatlanul sok, apró lábuk van, innen kapták a nevüket. A most talált fajt már 1928-ban is megemlíti egy kutatás, aztán évtizedekig nem sikerült nyomára bukkanni. 2006-ban újra találtak egy példányt Kaliforniában, majd intenzíven kutatták, eközben 17 egyedet fedeztek fel.

## Testfelépítés
Az ezerlábúak hosszúkás állatok (eddig észlelt maximális hosszuk 30 cm), melyek teste szelvényekből áll, és minden szelvényhez 2-2 pár láb tartozik, kivéve az első és végső szelvényt, amelyekhez egy-egy pár láb tartozik. Mozgásuk lassú, hullámzó. Békés, szerves törmeléket hasznosító élőlények. Ezzel szemben a százlábúak szintén hosszúkás állatok, testük szintén szelvényekből áll, de egy szelvényhez 1-1 pár láb tartozik és ragadozó életmódot folytatnak.

## Előfordulásuk
Az ikerszelvényesek mindenhol megtalálhatók a sarkkörtől délre, a trópusokig. Az ezerlábúak éjjeli állatok, általában kerülik a vakító napfényt, és jobban szeretnek csak a sötétség beálltakor táplálékuk után járni, amely főleg különböző növényi anyagokból, korhadó növényrészekből, lágy gyümölcsökből, gumókból vagy nedvdús gyökerekből áll. Száraz helyeken nem találjuk őket, mert bizonyos mértékű nedvesség minden faj számára életszükséglet. Az ikerszelvényeseket rendszertanilag számos alosztályba sorolják. Magyarországon általában vaspondró néven ismertek. Ezek az egyedek általában 4 cm hosszúak. Természetes ellenségük nincsen, mert nagyon büdös, benzokinon tartalmú riasztóanyagot választanak ki.